# 豪尔赫·冈波斯
佐治·路爾斯·岡波斯·維拉路爾斯（西班牙語：Jorge Luis Campos Velázquez，1970年8月11日c—），一般称之为岡波斯，生于巴拉圭，巴拉圭职业足球运动员。

## 球會
- 1992-1997： 奧林匹亞
- 1997-1998： 北京國安
- 1998-1999： 藍十字
- 2000-2002： 波特諾
- 2002-2003： 天主教大學競技
- 2003-2004： 奎梅斯
- 2004-2006： 利倍塔德
- 2007： 國民隊